# Sutton-at-Hone and Hawley
Sutton-at-Hone and Hawley – civil parish w Anglii, w Kent, w dystrykcie Dartford. W 2011 civil parish liczyła 4230 mieszkańców.